# ديفيد والتون
ديفيد والتون (بالإنجليزية: David Walton)‏ هو ممثل أمريكي، ولد في 27 أكتوبر 1978 ببوسطن في الولايات المتحدة.

## أعمال

### أفلام
- (2009) فايرد أب
- (2016) أمهات سيئات[5][6][7]
- (2017) كريسماس الأمهات السيئات[8]

### مسلسلات
- الفتاة الجديدة

## وصلات خارجية
- ديفيد والتون على موقع IMDb (الإنجليزية)
- ديفيد والتون على موقع ألو سيني (الفرنسية)
- ديفيد والتون على موقع أول موفي (الإنجليزية)
- ديفيد والتون على موقع قاعدة بيانات الأفلام السويدية (السويدية)
- ديفيد والتون على موقع قاعدة بيانات الفيلم (الإنجليزية)
- ديفيد والتون على موقع كينوبويسك (الروسية)